# Brînza, Cahul
Brînza este un sat din raionul Cahul, Republica Moldova, cu o populație de 2.128 locuitori. Situat în sudul extrem al țării, satul are o suprafață totală de 30,30 km².

## Geografie
Se învecinează cu satul Colibași la nord și comuna Văleni la sud. La vest este scăldat de Prut.
Teritoriul comunei este amplasat în Câmpia Moldovei de Sud, cu un relief colinar. Moșia reprezintă un patrulater ce se întinde de la vest spre est pe o lungime de circa 11,5 km și lățimea 2,4 km. Comuna este traversată de 4 văi și râpe de la nord spre sud. Astfel, formele pozitive de relief sunt redate de dealurile Coasta Paraipanului și Alomanului. Majoritatea văilor sunt anonime, cu excepția Văii Jitcului. Marginea estică a satului este afectată de alunecări de teren puternice.
Din punct de vedere geologic teritoriul se află pe Platforma Scitică se vârstă paleozoico-mezozoică. Fundamentul platformei se află la adâncimea de 400–500 m. La suprafață aflorează roci sedimentare pliocene: prundiș, pietriș, argile pestrițe, luturi, peste care s-au format solurile actuale. Satul se află în zona seismică de 8 grade.
Cel mai răspândit tip de sol este cernoziomul, reprezentat de două subtipuri: cernoziom sudic și cernoziom carbonatic. În râpi s-au format solul deluvial molic, iar în lunca Prutului - aluvial molic, aluvial turbos, aluvial vertic și sedimente lăcustre. De asemenea, în unele văi se întâlnește și sol cernoziomoid.
Clima este temperat-continentală. Prutul marchează hotarul vestic al comunei pe o distanță de circa 6,2 km. Comuna este situată în Zona agroclimatică de sud cu veri aride și ierni blânde. Temperatura medie în luna ianuarie constituie +3C și în luna iulie +22C. Suma temperaturilor medii diurne în perioada de vegetație variază între 3200 și 3400 C. Cantitatea medie anuală de precipitații este insuficiență și se înregistrează între limitele 355–405 mm, inclusiv în perioada de vegetație a culturilor - 350–400 mm.
În perimetrul comunei lățimea râului variază între 30 – 61 m.
Vegetația este reprezintă în special de comunități xerofite și mezoxerofite. Din cauza valorificării teritoriului de către ome, vegetația spontană ocupă suprafețe reduse în văi și în lunca Prutului. În cursul râului cresc sălcișuri în formă de fâșii, dominate de salcie albă (Salix alba) și plop negru (Populus nigra). Pe arbori atârnă vița de vie sălbatică (Vitis silvestris) și hameiul (Humulus lupulus). De asemena, în pe versanții Prutului și văilor se întâlnesc arbuștii zălog (Salix cinerea), cătina roșie (Tamarix ramosissima), dudul alb (Morus alba), soc negru (Sambucus nigra), sânger (Cornus sanguinea), măcieș (Rosa canina) etc.

## Istorie
Satul Brînza a fost atestat documentar în 1630. denumirea satului este fixată și pe harta lui Dimitrie Cantemir de la începutul secolului XVIII. Conform unei legende, în lunca Prutului s-au așezat oieri din Munteni cu familiile sale. Oierii au format o stână și o brânzărie. Datorită calității bune, brânza era cumpărată de localnicii din regiune. De aici ar fi provenit denumirea satului.
În 1803 este edificată Biserica Sf. Arhanghel Mihail din piatră în locul uneia mai vechi din lemn. Satul este menționat în raportul rotmistrului Gripari din octombrie 1811 având 28 de suflete de moldoveni. La recensământul din 1817, Brânza făcea parte din oculul Prutului, ținutul Ismail și au fost înregistrați 1 preot, 1 pălămar, 2 văduve, 1 burlac, 49 de bărbați și 44 de gospodării. Prin decretul Senatului Rusiei din 1819 peste 2 mii de desetine de pământ arabil erau dăruite coloniștilor bulgari de peste Dunăre, în total 40 de familii. Însă, bulgarii nu au staționat la Brânza ce s-au dus mai departe, în adâncul Bugeacului. În 1827 satul era locuit de 45 de familii de moldoveni (99 de bărbați și 103 de femei; 202 persoane) și 16 familii de ucraineni (52 de bărbați și 37 de femei; 89 persoane). Ruteni au fost românizați cu desăvârșire, astfel că descendenții lor de astăzi nu vorbeau o altă limbă decât cea română. În același an, în Brânza funcționau 3 mori de vânt pe dealurile din preajma satului, erau 11 fântâni, 24 de parcele de vii și livezi, 26 de cai, 202 de vite cornute mari; 2273 de desetine de pământ arabil, 202 desetine de stejăriș și 48 de desetine de luncă inundabilă, stufăriș. La 13 martie 1835 datele istorice indică că staroste al satului era Constantin Vulpe. 
În 1883 se deschide prima școală frecventată de circa 20 de băieți, predarea era efectuată de preotul Vasile Lupu. 
Conforma statisticilor din 1878 populația satului constituia 593 de oameni, activau: școală publică, 8 mori de vânt și tracțiune de cai, o cârciumă. Fondul funciar includea 2076 de desetine de teren arabil. Localnicii dețineau 140 de cai, 180 de vite, 445 de vite. În 1890 se deschide o școală mixtă, pentru băieți și fete, în care au predat Antip Bragagiu, Nicolae Nitcu, Gheorghe Chirade, Gheorghe Bostan, Vasile Banu. La primul recensământ care a cuprins tot imperiul țarist din 1897, Brânza avea 1001 de locuitori (518 bărbați și 483 femei). În 1904 țăranii posedau 1250 desetine; au grădini și vii; cai 146, vite mari 202, oi 400; numărul caselor 94; populația 988 persoane. Îndemnați de preotul Ignatie Mocrițchi și și starostele Ioane Antohi, în 1914 localnicii au pus temelia unei noi biserici mai spațioase. În 1915 școală era frecventată deja de 100 de copii cu vârsta -11 ani.
În 1918 are loc unirea Basarabiei cu Românei. În scurt timp 249 de săteni au fost împroprietăriți cu 1046,7 ha de pământ cultivabil cu loturi de până la 6 ha fiecare, ca urmare a reformei agrare din 1918-1924. În perioada interbelică face parte din plasa Vulcănești. În 1923 erau 280 de clădiri, populația număra 1304 de locuitori (670 bărbați și 634 femei), funcționau: o școală primară mixtă, biserică ortodoxă, poștă rurală, telefon, primărie, post de jandarmi. Dicționar statistica al Basarabiei. p. 160-161. La recensământul din 1930 populația satului a fost de 1721 de locuitori, inclusiv 1696 români, 8 ruși și ucraineni, 17 – bulgari, evrei, găgăuzi. În cel de-al doilea deceniu a administrației românești în Brânza funcționau banca populară „Munca”, un atelier de fabricare a cărămizii, 3 băcănii.
La 28 iunie 1940 Basarabia este anexată URSS. După anexare sovieticii realizează un recensământ și constată 350 de familii și 1780 de locuitori. În cel de-al Doilea Război mondial au participat circa 151 de săteni, dintre care 64 nu s-au întors acasă. În 1949 autoritățile sovietice au deportat 39 de oameni. Primii ani de ocupație comunistă au avut loc sechestrări și confiscări ale bunurilor materiale, colectivizare forțată, biserica a fost transformată în depozit agricol.
În 1990 cu suportul preotului Constantin Lemnaru biserica a fost renovată. În baza fostului colhoz, au fost create asociațiile agricole „Destinul gliei” (1008 lucrători), „La coline” (431 de lucrători) și „Alumanu” (38 de lucrători), cât și câteva asociații mai mici conduse de Vasile Gavrilă, Constantin Zgherea, Ion Jitcu etc. La finele anilor 90, economia a fost reprezentată de o moară, 3 oloinițe particulare, fabrica de vin, ateliere de croitorie, tâmplărie.

## Administrație și politică
Componența Consiliului local Brînza (11 consilieri), ales la 5 noiembrie 2023, este următoarea:
|  | Partid                               | Consilieri | Componență | Componență | Componență | Componență | Componență | Componență | Componență | Componență | Componență |
|  | ------------------------------------ | ---------- | ---------- | ---------- | ---------- | ---------- | ---------- | ---------- | ---------- | ---------- | ---------- |
|  | Candidat independent ION GAVRILA     | 1          |            |            |            |            |            |            |            |            |            |
|  | Partidul Acțiune și Solidaritate     | 9          |            |            |            |            |            |            |            |            |            |
|  | Candidat independent ECATERINA DUNAS | 1          |            |            |            |            |            |            |            |            |            |

## Populație
Moldoveni (95,45%)
     Români (2,71%)
     Ucraineni (0,5%)
     Alte etnii (1,34%)
Conform datelor recensământului din anul 2004, populația localității este de 2618 locuitori, dintre care 1293 (49,39%) bărbați și 1325 (50,61%) femei. Structura etnică a populației în cadrul localității arată astfel: moldoveni — 2499 locutori, ucraineni — 13 locuitori, români — 71 locuitori, ruși — 10 locuitori, găgăuzi — 8 locuitori, bulgari — 3 locuitori, țigani — 4 locuitori, altele/nedeclarată — 10 locuitori.
Brînza, Cahul - evoluția demografică

|  | Graficele sunt indisponibile din cauza unor probleme tehnice. Mai multe informații se găsesc la Phabricator și la wiki-ul MediaWiki. |

Date: Recensăminte sau birourile de statistică - grafică realizată de Wikipedia

În 2004 au fost înregistrate 716 de gospodării: inclusiv - 107 gospodării cu un membru, 115 gospodării cu doi membri, 121 - trei membri, 168 - patru membri, 98 - cinci membri, 58 - șase membri, 26 - șapte membri, 12 - cu opt membri, 7 - nouă membri, 	4 gospodării cu pste 10 membri. Mărimea medie a unei gospodării constituie 3,6 membri.

## Economie
Baza economică a satului o constituie agricultura, specializată în culturile cerealiere (grâu, porumb, orz) și tehnice (floarea-soarelui, vița de vie). Majoritatea localnicilor dețin loturi de pământ, și se ocupă cu grădinăritul în sere. O importanță deosebită pentru locuitorii comunei o are fabrica de vinuri „Prut”, oferind locuri de muncă și posibilitatea de realizare a strugurilor. Această fabrică, alături de altele din raiona, este inclusă în ruta turistica vitivinicolă „Dunărea de Jos”. Comuna mai dispune de un oficiu medical, o vulcanizare, mai multe magazine, prese de ulei, moară pentru măcinarea grâului etc. Un loc simbolic îl reprezintă monumentul dedicat soldaților căzuți în cel de-al doilea război mondial.
Comuna este traversată de două rețele de transport importante: terestru și feroviar. Drumul raional Cahul-Giurgiulești străbate comuna, iar rețeaua de cale ferată Giurgiulești-Cahul se întinde de-a lungul cursului râului Prut. Poziția geografică a comunei, aflându-se la granița cu România, permite accesul prin cele două puncte vamale: Galați și Oancea, oferind posibilitatea locuitorilor comunei să întrețină schimburi comerciale.
Comuna dispune de o rețea de conducte cu gaze și una cu apă potabilă. În 2007 a avut loc renovarea și extinderea apeductului, cu ajutor financiar de la Comisia Europeană.

## Societate
În domeniul învățământului activează două instituții: Liceul teoretic „George Coșbuc”, frecventat de 430 de elevi (2012), și grădinița cu 120 de copii. De asemena funcționează casa de cultură, oficiului poștal, două biblioteci: a liceului și a comunei. În 2013 s-a deschis muzeul satului „Casa Mare” (în localul grădiniței). Muzeul „Casa Mare” reprezintă o colecție de lucrări meșteșugărești și obiecte naționale adunate de la bătrânii satului, diverse obiecte de uz casnic. În satul Brînza sunt două clădiri de cult, biserica ortodoxă „Sf.Arhanghel Mihail” și o casă de rugăciuni a baptiștilor.

## Personalități născute aici
- Ion Bostan (n. 1949), academician